# ハンス・ジット

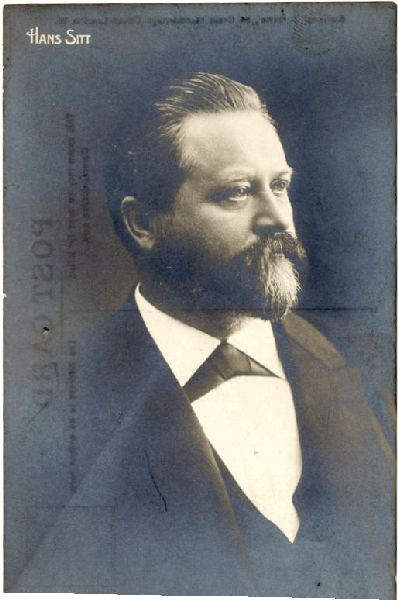
ハンス・ジット

ハンス・ジット（Hans Sitt, 1850年9月21日 - 1922年3月10日）は、ボヘミア出身のヴァイオリニスト、作曲家、音楽教育者。
著名なヴァイオリン製造家を父親にプラハに生まれた。早くから楽才を顕したが、プラハ音楽院でヴァイオリンと作曲を学ぶようになるまでは、両親の判断によってギムナジウムで通常の教育を受けた。その後はソリストとして成功を収めた後、17歳にしてブレスラウ歌劇場管弦楽団のコンサートマスターに抜擢された。さらにフランスやオーストリア、ドイツで指揮者としても活動した。
ヴァイオリン教師としても認められ、当時の欧米のオーケストラや音楽学校の大半が、ジットの門下生を獲得せんと張り合った。1883年よりライプツィヒ音楽院ヴァイオリン科の教授に就き、ヴァイオリン教則本を執筆した。そのいくつかは今なお利用されている。
教育的な著作のほかに、ヴァイオリン曲や管弦楽曲も手懸け、6つの協奏曲や多数のソナタを作曲した。現存する室内楽曲は、1880年代に作曲された2つのピアノ三重奏曲のみである。ジットのピアノ三重奏曲は、高みを極めんとするような野心的な大作ではないものの、だからといって駄作というわけでもない。ジットは楽種を熟知しており、3つの楽器の扱いに関してほとんど申し分なく、それぞれが存分に活躍できるような探究がされている。オリジナル作品以外では、エドヴァルド・グリーグの『ノルウェー舞曲』（原曲はピアノ連弾用の作品）の管弦楽編曲が知られる。
ライプツィヒで没した。